# Греко-римская борьба на летних Олимпийских играх 1956 — до 73 кг
Соревнования по греко-римской борьбе в рамках Олимпийских игр 1956 года в полусреднем весе (до 73 килограммов) прошли в Мельбурне с 3 по 6 декабря 1956 года в «Royal Exhibition Building».
Турнир проводился по системе с начислением штрафных баллов. За чистую победу штрафные баллы не начислялись, за победу по очкам борец получал один штрафной балл, за поражение по очкам со счётом решения судей 2-1 два штрафных балла, со счётом решения судей 3-0 или чистое поражение — три штрафных балла. Борец, набравший пять штрафных баллов, из турнира выбывал. Трое оставшихся борцов выходили в финал, проводили встречи между собой. Схватка по регламенту турнира продолжалась 12 минут. Если в течение первых шести минут не было зафиксировано туше, то судьи могли определить борца, имеющего преимущество. Если преимущество никому не отдавалось, то назначалось четыре минуты борьбы в партере, при этом каждый из борцов находился внизу по две минуты (очередность определялась жребием). Если кому-то из борцов было отдано преимущество, то он имел право выбора следующих шести минут борьбы: либо в партере сверху, либо в стойке. Если по истечении четырёх минут не фиксировалась чистая победа, то оставшиеся две минуты борцы боролись в стойке.
В полусреднем весе боролись 11 участников. Самым молодым участником был 22-летний Эрнст Вандаллер, самым возрастным 35-летний Пер Берлин.
Явными фаворитами были действующий олимпийский чемпион, венгр Миклош Сильваши и советский борец Владимир Манеев, чемпион мира 1955 года и обладатель Кубка мира 1956 года. Сильваши в третьем круге выбыл, а Манеев вышел в финал, вместе с серебряным призёром предыдущей олимпиады по вольной борьбе Пером Берлином и дебютантом больших соревнований Митхатом Байраком. В первых двух финальных встречах Манеев и Байрак победили Берлина, и в финале разыграли золотую медаль, где Митхат Байрак одержал победу.

## Призовые места
- Митхат Байрак (TUR)
- Владимир Манеев (URS)
- Пер Берлин (SWE)

## Первый круг
| Штрафных баллов | Участник 1            | Результат   | Участник 2            | Штрафных баллов |
| --------------- | --------------------- | ----------- | --------------------- | --------------- |
| 1               | Митхат Байрак (TUR)   | 2-1         | Миклош Сильваши (HUN) | 3               |
| 1               | Митко Петков (BUL)    | Туше (4:10) | Оддвар Варгсет (NOR)  | 3               |
| 0               | Зигфрид Шефер (EUA)   | Туше (5:00) | Фред Мёрфи (AUS)      | 3               |
| 1               | Владимир Манеев (URS) | 3-0         | Вейкко Рантанен (FIN) | 3               |
| 0               | Пер Берлин (SWE)      | Туше (1:00) | Эрнст Вандаллер (AUT) | 3               |
| 0               | Джей Холт (USA)       | Пропускал   |                       |                 |

¹ Снялся с соревнований

## Второй круг
| Штрафных баллов | Участник 1            | Результат   | Участник 2            | Штрафных баллов |
| --------------- | --------------------- | ----------- | --------------------- | --------------- |
| 4               | Миклош Сильваши (HUN) | 3-0         | Джей Холт (USA)       | 3               |
| 1               | Митхат Байрак (TUR)   | Туше (8:15) | Митко Петков (BUL)¹   | 4               |
| 4               | Вейкко Рантанен (FIN) | 3-0         | Зигфрид Шефер (EUA)   | 3               |
| 0               | Пер Берлин (SWE)      | Туше (4:00) | Фред Мёрфи (AUS)      | 6               |
| 1               | Владимир Манеев (URS) | Туше (8:20) | Эрнст Вандаллер (AUT) | 6               |

¹ Снялся с соревнований

## Третий круг
| Штрафных баллов | Участник 1            | Результат | Участник 2            | Штрафных баллов |
| --------------- | --------------------- | --------- | --------------------- | --------------- |
| 2               | Митхат Байрак (TUR)   | 3-0       | Джей Холт (USA)       | 6               |
| 5               | Вейкко Рантанен (FIN) | 3-0       | Миклош Сильваши (HUN) | 7               |
| 2               | Владимир Манеев (URS) | 2-1       | Зигфрид Шефер (EUA)   | 7               |
| 0               | Пер Берлин (SWE)      | Пропускал |                       |                 |

## Финал

### Встреча 1
| Штрафных баллов | Участник 1            | Результат | Участник 2       | Штрафных баллов |
| --------------- | --------------------- | --------- | ---------------- | --------------- |
| 3               | Митхат Байрак (TUR)   | 3-0       | Пер Берлин (SWE) | 3               |
| 2               | Владимир Манеев (URS) | Пропускал |                  |                 |

### Встреча 2
| Штрафных баллов | Участник 1            | Результат | Участник 2       | Штрафных баллов |
| --------------- | --------------------- | --------- | ---------------- | --------------- |
| 3               | Владимир Манеев (URS) | 3-0       | Пер Берлин (SWE) | 6               |
| 3               | Митхат Байрак (TUR)   | Пропускал |                  |                 |

### Встреча 3
| Штрафных баллов | Участник 1          | Результат | Участник 2            | Штрафных баллов |
| --------------- | ------------------- | --------- | --------------------- | --------------- |
|                 | Митхат Байрак (TUR) | 3-0       | Владимир Манеев (URS) |                 |
|                 | Пер Берлин (SWE)    | Пропускал |                       |                 |